# Coloman Braun-Bogdan
Coloman Braun-Bogdan (Arad, 13 ottobre 1905 – Arad, 15 marzo 1983) è stato un allenatore di calcio e calciatore rumeno, di ruolo centrocampista.

## Palmarès

### Allenatore

#### Competizioni nazionali
- Campionato rumeno: 1

UTA Arad: 1954
- Coppa di Romania: 1

UTA Arad: 1953